# Bulboaca, Briceni
Bulboaca este un sat din raionul Briceni, Republica Moldova.

## Istorie
În 1930 se afla în plasa Briceni, județul Hotin.

## Demografie

### Structura etnică
Structura etnică a satului conform recensământului populației din 2004:
| Grup etnic         | Populație | % Procentaj |
| ------------------ | --------- | ----------- |
| Moldoveni / Români | 961       | 94,21%      |
| Ucraineni          | 47        | 4,61%       |
| Ruși               | 12        | 1,18%       |
| Găgăuzi            | 1         | 0,1%        |
| Total              | 1.020     | 100%        |

## Administrație și politică
Componența Consiliului local Bulboaca (9 consilieri), ales la 5 noiembrie 2023, este următoarea:
|  | Partid                                       | Consilieri | Componență | Componență | Componență | Componență | Componență | Componență |
|  | -------------------------------------------- | ---------- | ---------- | ---------- | ---------- | ---------- | ---------- | ---------- |
|  | Partidul Socialiștilor din Republica Moldova | 6          |            |            |            |            |            |            |
|  | Candidat independent VALERIU PARAȘCIUC       | 1          |            |            |            |            |            |            |
|  | Partidul Acțiune și Solidaritate             | 1          |            |            |            |            |            |            |
|  | Partidul Comuniștilor din Republica Moldova  | 1          |            |            |            |            |            |            |